# Malá Domaša (zbiornik wodny)
Malá Domaša – niewielki sztuczny zbiornik wodny na rzece Ondawa na Pogórzu Ondawskim, w historycznym regionie Zemplin we wschodniej Słowacji. Przeciętna powierzchnia lustra wody – 39 ha, długość – 1 km, szerokość do 250 m. Malá Domaša to zbiornik wyrównawczy Veľkiej Domašy, położonej kilka kilometrów dalej na północ.
Malá Domaša dzieli wsie Slovenská Kajňa na zachodnim brzegu i Malá Domaša na wschodnim brzegu. Wzdłuż wschodniego brzegu jeziora biegnie droga krajowa nr 15 ze Svidníka przez Stropkov do Vranova nad Topľou.